# Schwerinsdorf
Schwerinsdorf é um município da Alemanha localizado no distrito de Leer, estado da Baixa Saxônia.
Pertence ao Samtgemeinde de Hesel.